# Molophilus appressus
Molophilus appressus är en tvåvingeart som beskrevs av Alexander 1929. Molophilus appressus ingår i släktet Molophilus och familjen småharkrankar. Inga underarter finns listade i Catalogue of Life.